# كلاوديو مالدونادو
كلاوديو مالدونادو (بالإسبانية: Claudio Maldonado Rivera)‏ (3 يناير 1980 كوريكو تشيلي - ) هو لاعب كرة قدم تشيلي، يلعب كلاعب وسط.

## روابط خارجية
- كلاوديو مالدونادو على موقع الاتحاد الدولي (مؤرشف)  (الإنجليزية)
- كلاوديو مالدونادو على موقع اتحاد تركيا (لاعب) (الإنجليزية)
- كلاوديو مالدونادو على موقع قاعدة بيانات كرة القدم.إي يو (الإنجليزية)
- كلاوديو مالدونادو على موقع ناشيونال فوتبول تيمز (الإنجليزية)
- كلاوديو مالدونادو على موقع Soccerway.com (الإنجليزية)
- كلاوديو مالدونادو على موقع أوليمبيديا (الإنجليزية)
- كلاوديو مالدونادو على موقع AS.com (الإسبانية)